# Frederikssund Private Realskole
Frederikssund Private Realskole er en eksamenskole på Tværstræde 16 i Frederikssund i Nordsjælland. Den blev grundlagt 2. november 1889 hvilket gør den til en af Danmarks ældste privatskoler.
Skolen hører med sine ca. 700 elever til blandt landets større privatskoler.

## Den nuværende rektor
Den nuværende rektor på skolen hedder Bo Mehl Jørgensen.

## Kendte personer der har gået på skolen
- Fie Laursen